# Повоасау Велья
Повоасау Велья (порт. Povoação Velha) — село в південно-західній частині острова Боа-Вішта у Кабо-Верде. Село знаходиться за близько 16 км на південь від столиці острова Сал-Рей.

## Географія

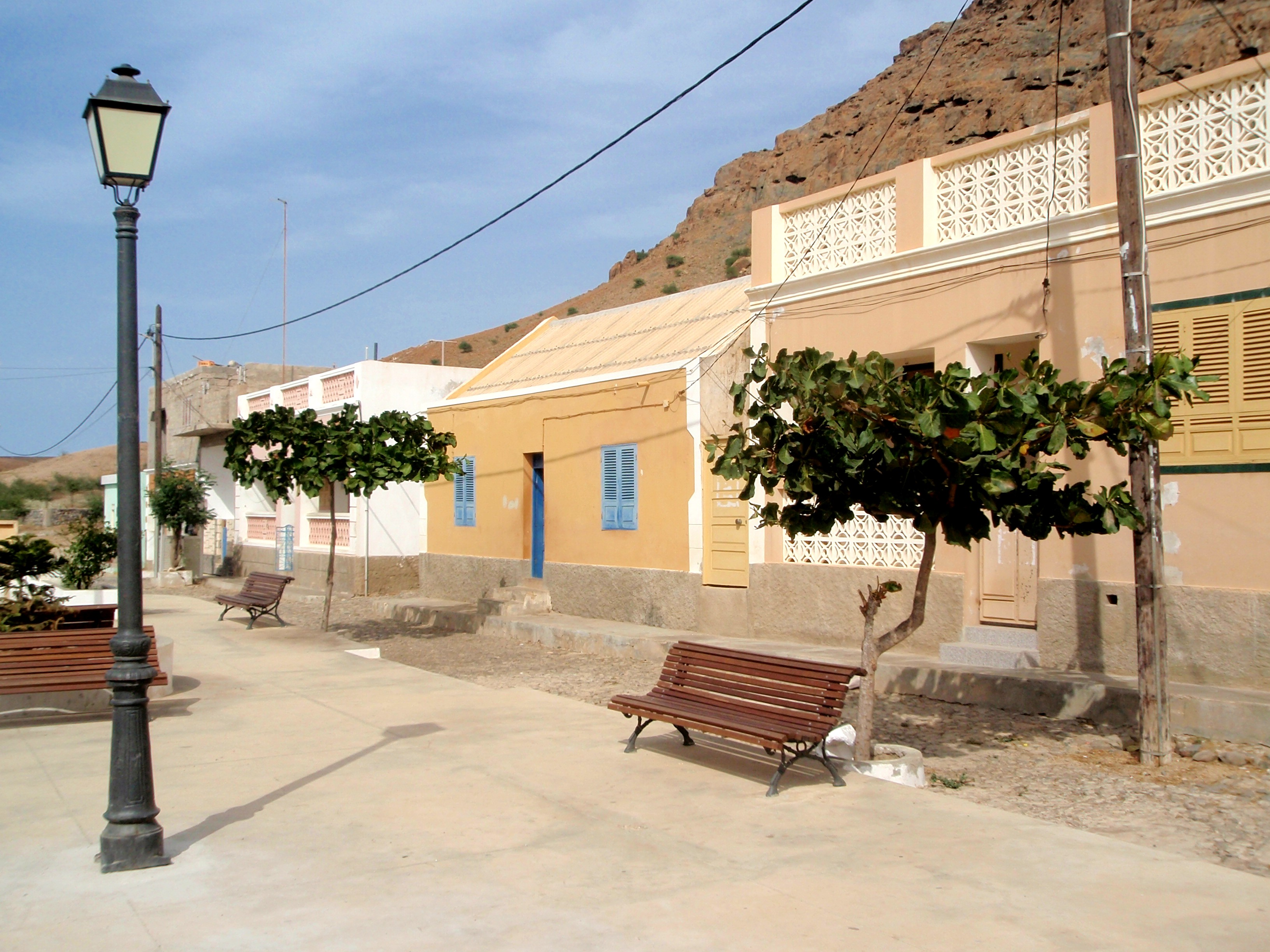
Площа Святого Антонія в Повоасау Велья.

Повоасау Велья розташоване біля підніжжя гори Роша Ештансія заввишки 357 м. На південь знаходиться потік Рібейра Байша, що протікає на південь до Атлантики. Піщаний пляж Прая-де-Санта-Моніка лежить біля гирла Рібейра Байша. До примітних пам'яток належать каплиця Санту-Антоніу (Святого Антонія), збудована в 1800 році, церква Богородиці зачаття, збудована в 1828 році і Площа Святого Антоніяу центрі. У селі є оздоровчий центр та молодіжний центр.

## Історія
Громада села — найдавніше поселення на острові (звідси і назва, що означає «старе поселення»), датується кінцем XVI століття. До 1810 року це була столиця острова. Перепис 2010 року зафіксував 309 жителів. Ураган Фред вразив острів Боа-Вішта у 2015 році, пошкодивши 50 будинків.

## Галерея

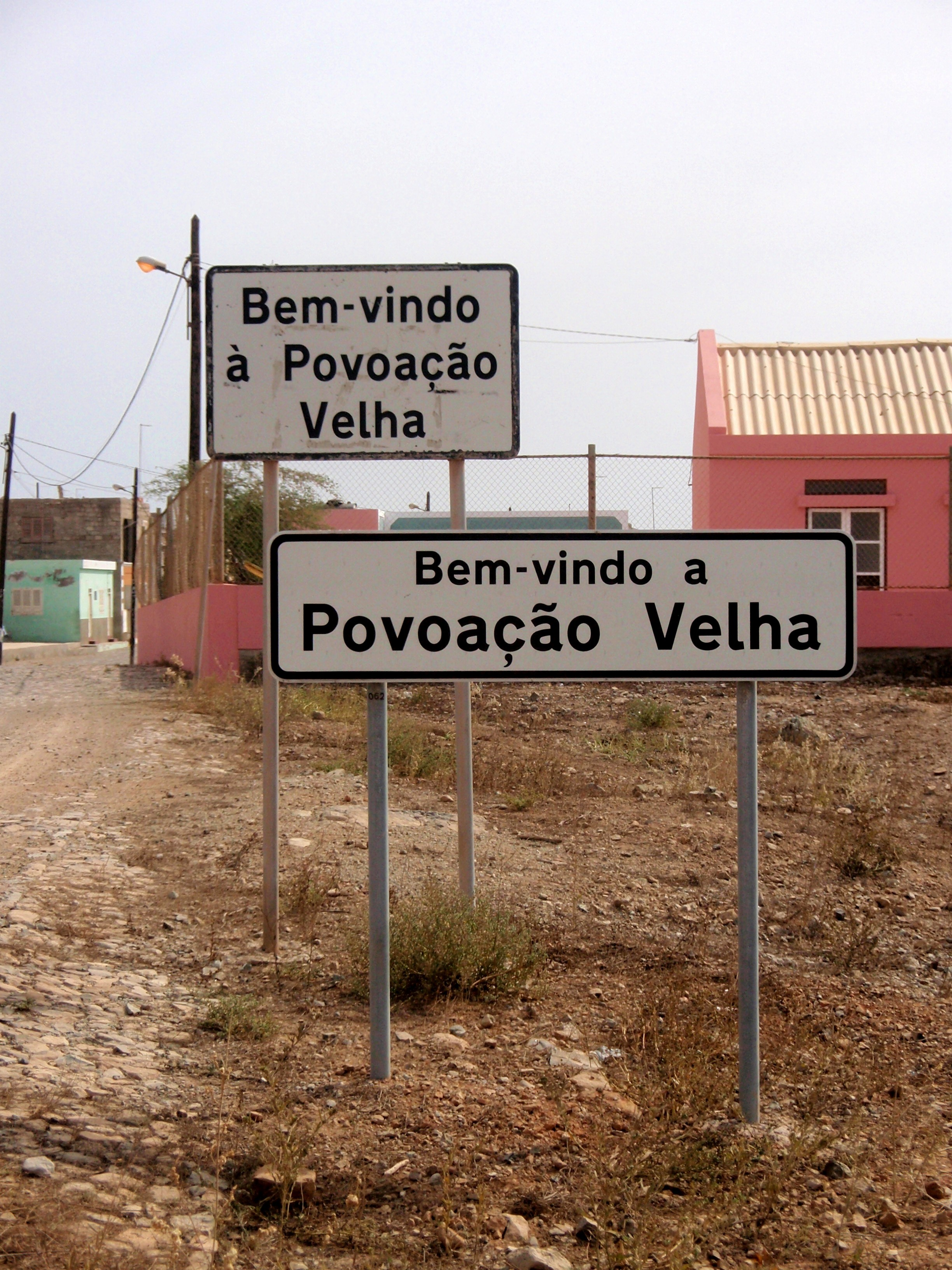
Вітальний знак Povoação Velha
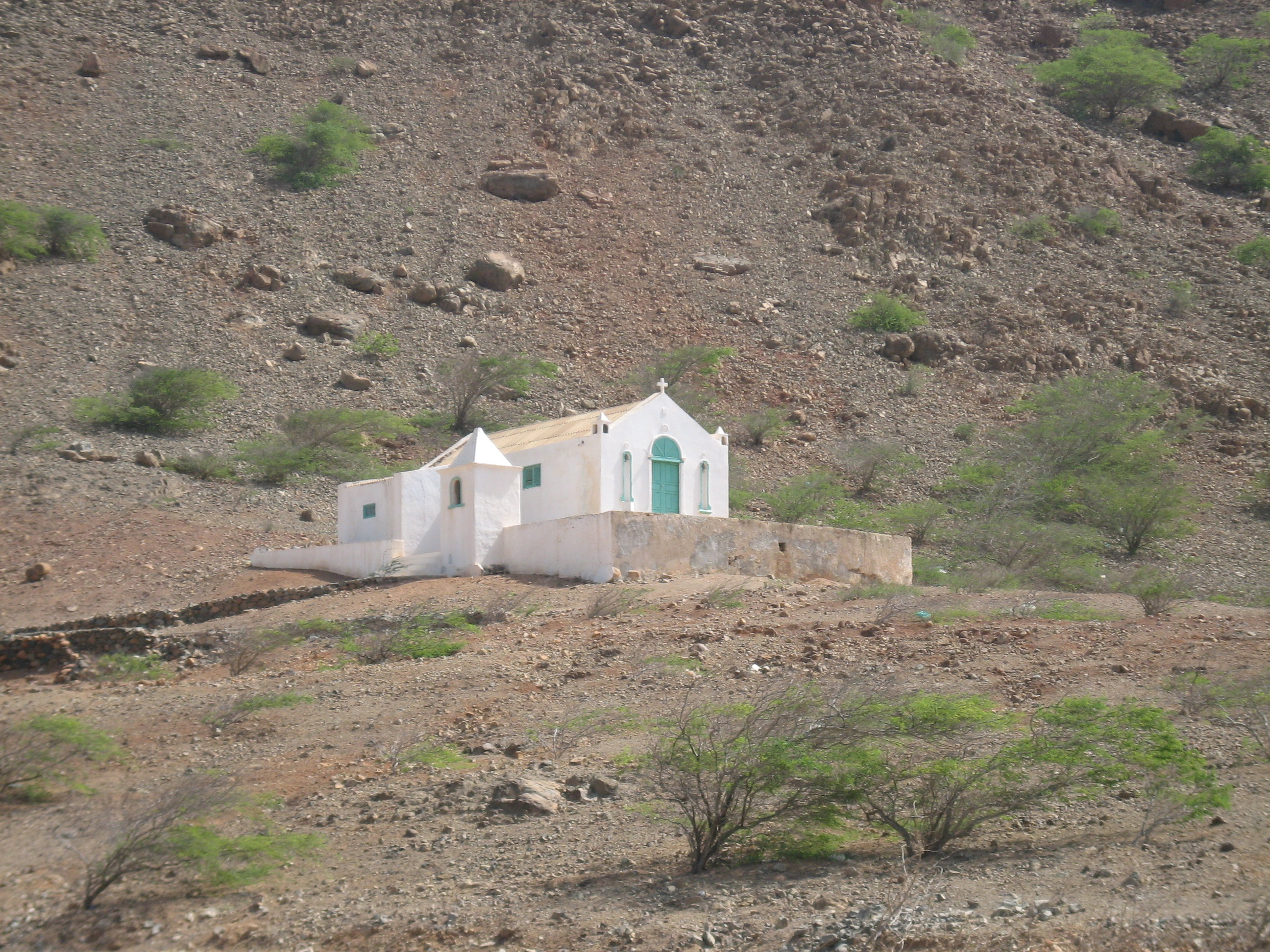
Церква Nossa Senhora da Conceição
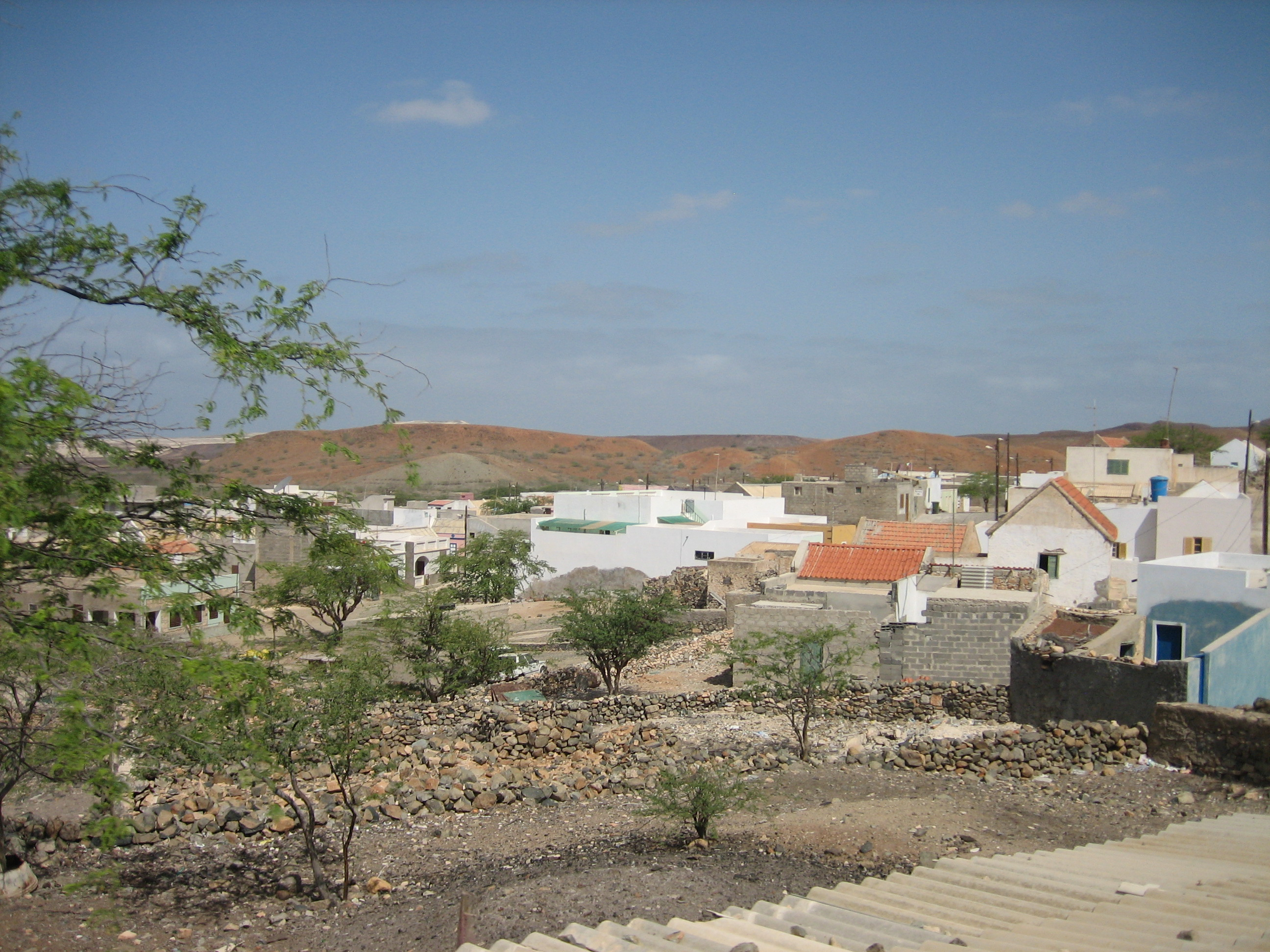
Вид на село